# Anatomische snuifdoos

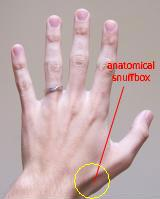
anatomische snuifdoos

De anatomische snuifdoos is een kuiltje dat zichtbaar is in de huid tussen twee gespannen duimpezen.
Het kuiltje is te vinden aan de laterale zijde van de pols en het ontstaat wanneer de duim maximaal gestrekt en iets dorsaalwaarts bewogen wordt. Het kuiltje wordt dorsaal, aan de zijde van de handrug, begrensd door de pees van de musculus extensor pollicis longus en palmair, aan de zijde van de handpalm, door de pees van de musculus extensor pollicis brevis.
De naam is ontstaan omdat het kuiltje traditioneel werd gebruikt om wat tabak in te leggen bij het opsnuiven van snuiftabak. Het kuiltje wordt tegenwoordig vooral gebruikt bij het opsnuiven van bijvoorbeeld drugs.

## Drukpijn bij de anatomische snuifdoos
Bij een breuk van het os scaphoideum, een van de handwortelbeentjes, is de anatomische snuifdoos bij druk pijnlijk, en soms als gevolg van een zwelling of een bloeduitstorting verstreken, wat wil zeggen dat het kuiltje is opgevuld. Dit is een veelvoorkomend letsel bij een val die met gestrekte arm en uitgespreide hand wordt opgevangen, waardoor grote kracht op de pols wordt uitgeoefend. Een dergelijke breuk wordt vaak niet opgemerkt als men er niet aan denkt om in de snuifdoos op drukpijn te controleren. Soms is een nucleaire scan of een MRI nodig om een breuk aan te tonen.